# Измаильский государственный гуманитарный университет
Измаильский государственный гуманитарный университет (укр. Ізмаїльський державний гуманітарний університет) — высшее учебное заведение в Измаиле (Одесская область, Украина), государственный университет, единственный  на территории  украинского Подунавья.

## История
После образований Аккерманской области в августе 1940 года на территории бывших Аккерманского и Измаильского уездов Бессарабии, правительство УССР принимает постановление от 13 августа об открытии в городе Аккерман (ныне – Белгород-Днестровский) учительского института с тремя факультетами – языки и литература, физико-математический, исторический. Возглавил учебное заведение Андрей Снисар. Период войны институт не работал.
После освобождения Подунайских территорий в ноябре 1944 года принимается решение о возобновлении работы учительского института (ректор – Виктор Семашко). В период с 1944 по 1945 годы учебное заведение работает в одном помещении с госпиталем, в условиях нехватки учебников, бумаги, наглядных пособий и аудиторного фонда. Первый выпуск из 11 учителей состоялся в 1945 году.
С 1951 года институт переведен в областной центр – город Измаил в связи с реформированием педагогического образования УССР. С 1952 года – Измаильский государственный педагогический институт (ректор с 1951 по 1958 годы – Дмитрий Лобер). В его состав был введен Одесский учительский институт.
Реформирования института пришлось на период ликвидации Измаильской области – в 1956 году факультет языка и литературы переведен в Одесский государственный университет, физико-математический в 1959 – в Одесский педагогический институт. Протесты со стороны общественности региона привели к тому, что в июле 1956 года приказом Министерства образования в Измаильском педагогическом институте был открыт факультет подготовки учителей начальных классов  (с 1958 по 1962 – ректор Иван Саенко).
На период стабильного развития института, с 1963 года, приходится начало работы факультета иностранных языков с двумя отделениями английского и французского языков (ректор – Василий Нефёдов). В 1972 году вводится в эксплуатацию студенческое общежитие на 520 мест, в 1974-м – новый учебный корпус, в 1986-м – второе студенческое общежитие. В институте открываются отделения русского языка и литературы, украинского языка и литературы, которые впоследствии будут объединены в филологический факультет. Факультет украинской филологии и истории создан в 1989 году. Начинают функционировать лаборатории технических средств обучения, лингафонные и учебно-методические кабинеты.
В конце 80-х – начале 90-х открывается аспирантура по пяти специальностям, основывается «Научный вестник Измаильского государственного педагогического института» как специализированное издание (главный редактор – профессор А. А. Колесников), в 1995-м создается инженерно-педагогический факультет. Открываются новые факультеты – довузовской подготовки и последипломного образования (1999) и исторический (2001), впервые осуществлен набор в докторантуру по специальностям «Теория и методика профессионального образования», «Сравнительное литературоведение». В распоряжение вуза передано третий учебный корпус (бывший Измаильский техникум механизации и автоматизации средств производства), появились компьютерные классы, лаборатории, Центр информационно-коммуникационных технологий с локальной сетью и выходом в интернет и тому подобное.
Согласно распоряжению Кабинета Министров Украины от 1 марта 2002 (№ 95-р) Измаильский государственный педагогический институт реорганизован в Измаильский государственный гуманитарный университет. За весомый вклад в дело подготовки высококвалифицированных кадров для народного образования Измаильский государственный гуманитарный университет награжден Серебряной медалью «Независимость Украины» и дипломом Международного академического рейтинга «Золотая фортуна».
Университет является членом международных организаций (Корпус мира, British Council, Alliancefrancaise, Международная ассоциация университетов еврорегиона «Нижний Дунай»).

## Факультеты
Университет готовит специалистов по образовательно-квалификационным уровням «бакалавр», «специалист», «магистр». На четырёх факультетах обучается около 2 тыс. студентов по 23 специальностям, среди которых:
- Украинский язык и литература;
- История;
- Социальная педагогика;
- Дошкольное образование;
- Начальное образование;
- Изобразительное искусство;
- Музыкальное искусство;
- Практическая психология;
- Физическое воспитание;
- Язык и литература (английский, немецкий, французский, русский, румынский, болгарский);
- Технологическое образование;
- Экономика и предпринимательство;
- Туризм;
- Информатика;
- Перевод (английский, немецкий, французский языки) и др.

## Ректоры
- с 13 августа 1940 – Андрей Снисара
- 1944 – 1945 – Виктор Семашко
- 1951 – 1958 – Дмитрий Лобер
- 1958 – 1962 – Иван Саенко
- Василий Нефёдов
- 1965 – 1975 – Иван Никифорчук
- 1976 – 1986 – Анатолий Тычина
- Анатолий Кавалеров
- Владимир Мельник
- Валерий Середенко
- 1996 – октябрь 2013 – Александр Лебеденко
- 2016, июль – Ярослав Кичук [8]